# Ганна Краббе
Га́нна Елі́зе Кра́ббе (нім. Hanna Elise Krabbe; нар. 24 жовтня 1945, Бентгайм, Нижня Саксонія, Британська зона окупації Німеччини) — західнонімецька терористка, членкиня ліворадикальної терористичної організації «Фракція Червоної армії» (RAF).

## Життєпис
Разом з молодшою сестрою, в майбутньому також терористкою RAF, Фрідерікою Краббе виросла в родині заможних виробників текстилю та функціонерів часів нацистської Німеччини, членами Гітлер'югенду та Націонал-соціалістичної жіночої організації. Відвідувала гімназію Нордгорн, найстарішу гімназію графства Бентгайм.
В університеті вивчала психологію і була членкинею Соціалістичного колективу пацієнтів (нім. Sozialistisches Patientenkollektiv; SPK), що ставив за мету створення безкласового суспільства в боротьбі з «медичним класом» і не виключав насильницьких методів. Із розпадом колективу, Краббе, як кілька інших його членів, приєдналася до «Фракція Червоної армії».
Краббе входила до складу «Загону Гольгера Майнса» RAF, що 24 квітня 1975 року здійснив напад на посольство Федеративної Республіки Німеччина у Стокгольмі, вимагаючи звільнення з в'язниць 26 терористів «Фракції Червоної армії» та «Руху 2 червня». Під час теракту були вбиті військовий аташе Андреас фон Мірбах та економічний аташе Гайнц Гільлегаарт.
20 липня 1977 року Вищий земельний суд Дюссельдорфа засудив Ганну Краббе до довічного ув'язнення за двома пунктами обвинувачення у співучасті у вбивстві. Восени того ж року звільнення та передача до третьої країни Краббе були одним із вимог «Загону Зігфріда Гауснера» під час викрадення промислового лідера та колишнього члена СС Ганса Мартіна Шлеєра.
1 березня 1978 року Третя кримінальна палата Федерального суду Німеччини відхилила апеляцію, подану захистом на вирок, як необґрунтовану.
З 27 липня по 3 серпня 1994 року Краббе, разом з іншими ув'язненими RAF, оголошувала голодування з вимогою негайного звільнення Ірмгард Меллер, що була ув'язнена на 22 роки.
10 травня 1996 достроково звільнення з в'язниці Любек-Лауергоф.